# Solanum hutchisonii
Solanum hutchisonii är en potatisväxtart som först beskrevs av James Francis Macbride, och fick sitt nu gällande namn av Lynn Bohs. Solanum hutchisonii ingår i släktet skattor som ingår i familjen potatisväxter. Inga underarter finns listade i Catalogue of Life.